# Championnat du Sénégal de football de deuxième division 2014-2015
 (août 2025).
Motif : absence totale de sources secondaire sur cette compétition. Wikipédia n'est pas une base de données. Il est déjà suffisamment difficile de développer un vrai article encyclopédique sur la première division au Sénégal, alors se lancer dans une vague de création de la deuxième division ne semble pas pertinent.
- Archive Wikiwix
- Bing
- Cairn
- DuckDuckGo
- E. Universalis
- Gallica
- Google
- G. Books
- G. News
- G. Scholar
- Persée
- Qwant
- (zh) Baidu
- (ru) Yandex

| 1. | Préciser le motif de la pose du bandeau. | Précisez le motif de la pose du bandeau en utilisant la syntaxe suivante : {{admissibilité à vérifier\|date=août 2025\|motif=remplacez ce texte par le motif}}                                                                         |
| 2. | Informer les utilisateurs concernés.     | Pensez à avertir le créateur de l'article, par exemple, en insérant le code ci-dessous sur sa page de discussion : {{subst:avertissement admissibilité à vérifier\|Championnat du Sénégal de football de deuxième division 2014-2015}} |

Navigation
Championnat du Sénégal de Ligue 2 2013-2014 Championnat du Sénégal de Ligue 2 2015-2016
La saison 2014-2015 du Championnat du Sénégal de football de Ligue 2 débute le 06 décembre 2014. C'est la 7e édition sous l'ère professionnelle. 14 clubs y participent dans un seul groupes.
Les deux premier de chaque groupes sont promus Ligue 1, et s’affrontent, en final pour le titre , tandis que les deux derniers de chaque groupe rejoignent le championnat National 1.

## Classement
| Rang | Équipe           | Pts | J  | G  | N  | P  | Bp | Bc | Diff |
| ---- | ---------------- | --- | -- | -- | -- | -- | -- | -- | ---- |
| 1    | ASEC Ndiambour   | 43  | 26 | 11 | 10 | 5  | 23 | 11 | +12  |
| 2    | US Gorée         | 42  | 26 | 11 | 9  | 6  | 33 | 18 | +15  |
| 3    | ETICS de Mboro   | 38  | 26 | 10 | 8  | 8  | 24 | 25 | -1   |
| 4    | Dakar Sacré-Cœur | 36  | 26 | 9  | 9  | 8  | 22 | 20 | +2   |
| 5    | ASC Renaissance  | 35  | 26 | 10 | 5  | 11 | 25 | 20 | +5   |
| 6    | ASFAP            | 35  | 26 | 9  | 8  | 9  | 21 | 21 | 0    |
| 7    | Ndar Guedj       | 33  | 26 | 7  | 12 | 7  | 19 | 23 | -4   |
| 8    | Bargueth FC      | 32  | 26 | 6  | 14 | 6  | 23 | 22 | +1   |
| 9    | DUC R            | 32  | 26 | 8  | 8  | 10 | 25 | 28 | -3   |
| 10   | ASC Yeggo R      | 31  | 26 | 6  | 13 | 7  | 21 | 22 | -1   |
| 11   | Cayor Foot P     | 31  | 26 | 7  | 10 | 9  | 21 | 28 | -7   |
| 12   | ASC Dahra        | 31  | 26 | 7  | 10 | 9  | 18 | 26 | -8   |
| 13   | ASC Saloum       | 30  | 26 | 6  | 12 | 8  | 22 | 22 | 0    |
| 14   | RS Yoff          | 29  | 26 | 7  | 8  | 11 | 19 | 30 | -11  |

## Référence
1. ↑  Tidiane Thiam, « LETTRE OUVERTE À MOUSTAPHA DIOP: MONSIEUR LE MAIRE, LE NDIAMBOUR VOUS TEND LES BRAS ! », sur senego.com, 16 juillet 2015 (consulté le 6 août 2025)